# Hrut Herjolfsson
Hrut Herjolfsson (nórdico antiguo: Hrútr Herjólfsson, n. 920) fue un vikingo de Islandia en el siglo X que aparece en la saga de Njál  y la saga de Laxdœla. También se menciona en la saga Flóamanna. Era medio hermano de Hoskuld Dala-Kollsson.
Thorgerd, regresó a Noruega a la muerte de su esposo Dala-Koll y volvió a casar con un terrateniente bóndi llamado Herjólfur Eyvindsson; fruto de ese matrimonio nació Hrut. A la muerte de Herjolf, Thorgerd regresó a Islandia pero Hrut siguió viviendo con sus familiares noruegos durante un tiempo; finalmente también emigró a Islandia.
Según las sagas, Hoskuld concertó el matrimonio de Hrut con Unn, la hija del lagman Mord Sighvatsson. Más tarde se trasladó a Noruega para gestionar una herencia y durante ese periodo formó parte del hird real de Harald II de Noruega, pero también fue amante de la reina madre Gunnhild quien le ayudó a acelerar los trámites de la mencionada herencia. La reina, le amaba tanto que para ella no había otro igual entre la guardia real, ni en conversación ni en ninguna otra cosa. Incluso cuando otros se comparaban con él, también nobles, los hombres podían entrever que Gunnhildr pensaba que en el fondo debía haber pensamientos sin sentido, o incluso envidia, si cualquiera de ellos se comparaba con Hrut.
Cuando Hrut regresó a Islandia, Gunnhildr le obsequió con numerosos regalos, pero la reina se enteró de que estaba comprometido en Islandia y le maldijo: nunca se consumaría el amor entre ellos. En un principio parecía que la maldición se cumplía pues Hrut sufrió de priapismo, y fue motivo de divorcio. La conversación entre Unn y su padre, aclara el problema con detalle:
Cuando él [Hrut] viene a mi [con su pene], es tan grande que no puede obtener satisfacción de mi, y aunque ambos hemos intentado varios medios para disfrutar uno del otro, nada funciona.
Hrut también fue intermediario para concertar los tres matrimonios de la hija caprichosa y maliciosa de su hermano, Hallgerðr Höskuldsdóttir, el último con Gunnar Hámundarson. Hallgerðr fue, en mayor o menor medida, culpable de la muerte de los tres.
Hrut era tío de Ólafur pái Höskuldsson, uno de los personajes principales de la saga de Laxdœla y otras fuentes literarias islandesas.

## Herencia
Casó en segundas nupcias con Þorbjörg Armoðsdóttir (n. 955), hija de Armoður Þorgrímsson, y en terceras nupcias con Hallveig Þorgrímsdóttir (n. 924). Según la saga de Laxdœla, de las dos últimas relaciones tuvo dieciséis hijos y diez hijas, e iba acompañado por no menos de catorce de ellos al Althing, un símbolo de poder y esplendor. Sin embargo, de toda su descendencia aparecen en los registros históricos veinte hijos, dieciséis varones y cuatro hembras:
- Kúgaldi Hrútsson (n. 942)
- Grímur Hrútsson (n. 944)
- Már Hrútsson (n. 946)
- Indriði Hrútsson (n. 948)
- Steinn Hrútsson (n. 950)
- Þorljótur Hrútsson (n. 952)
- Jörundur Hrútsson (n. 953)
- Þorkell Hrútsson (n. 954)
- SteingrÍmur Hrútsson (n. 955)
- Steinunn Hrútsdóttir (n. 957)
- Rjúpa Hrútsdóttir (n. 958)
- Finna Hrútsdóttir (n. 959)
- Þorbergur Hrútsson (n. 960)
- Ástríður Hrútsdóttir (n. 961)
- Atli Hrútsson (n. 962)
- Bergþóra Hrútsdóttir (n. 963)
- Arnór Hrútsson (n. 964)
- Ívar Hrútsson (n. 966)
- Kári Hrútsson (n. 968)
- Þórhallur Hrútsson (n. 970)